# Vallicula
Vallicula is een geslacht van ribkwallen uit de klasse van de Tentaculata.

## Soort
- Vallicula multiformis Rankin, 1956